# Kurovice
Kurovice (in tedesco Kurowitz) è un comune della Repubblica Ceca facente parte del distretto di Kroměříž, nella regione di Zlín.